# Rhyacophila kernada
Rhyacophila kernada är en nattsländeart som beskrevs av Ross 1950. Rhyacophila kernada ingår i släktet Rhyacophila och familjen rovnattsländor. Inga underarter finns listade i Catalogue of Life.